# James Frey
James Frey, född 12 september 1969 i Cleveland i Ohio, är en amerikansk författare. Han har skrivit romanen Tusen små bitar, en berättelse om kampen mot missbruk. Han har även skrivit Min vän Leonard som handlar om samma karaktär.
När Oprah Winfrey hösten 2005 tog med James Freys Tusen små bitar från 2003 i sin inflytelserika bokklubb sålde den raskt två miljoner exemplar. Bara Harry Potter hade bättre försäljningssiffror i USA det året.
Den gripande berättelsen om att ta sig ur ett alkohol- och narkotikamissbruk presenterades av författaren som helt självupplevd. Men den grävande internetsajten The Smoking Gun publicerade graverande uppgifter som ifrågasatte bokens autenticitet.
James Frey erkände till sist i amerikansk tv det han tidigare förnekat, att sajten hade rätt i det mesta. James Frey erkände att han inte suttit i fängelse i tre månader – utan i två timmar. Han medgav också att han ändrat detaljer om personers liv för att skydda deras identitet, till exempel hur hans flickvän begick självmord.
Förlaget Random House stoppade tillfälligt tryckningen och distribueringen av boken för att kunna inkludera ett meddelande om att ”flera fakta har förändrats och händelser förskönats”. De skickade även ut rättelser till bokaffärer att sticka ner i tidigare upplagor och erbjöd pengarna tillbaka till läsare som köpt boken.
Tillsammans med Jobie Hughes är han författare till ungdomsbokserien Lorien Legacies, under pseudonymen Pittacus Lore.

## Svenska översättningar
- Tusen små bitar (A million little pieces) (översättning Hans Berggren, Bonnier fakta, 2003)
- Min vän Leonard (My friend Leonard) (översättning Örjan Sjögren, Bonnier fakta, 2006)
- Sista testamentet (The final testament of the Holy Bible) (översättning Örjan Sjögren, Gilla böcker, 2012)